# Manuherikia
Manuherikia — викопний вид гусеподібних птахів родини Качкові (Anatidae). Птах існував у кінці міоцену (19-16 млн років тому). Описаний рід по скам'янілих рештках, що знайдені у відкладеннях формування Манугерікія у Новій Зеландії. Рід названий на честь річки Манугерікія, у долині якої знаходиться геологічне формування Манугерікія. Описано три види. Це були качки середнього розміру. Мешкали ці птахи у прісних водоймах (всі кістки знайдені в озерних відкладеннях).